# Amnesia (сингл)
«Amnesia» — це другий сингл із альбому Cherish «The Truth». Гурт заявив про це в своєму блозі 9 березня 2008 року і 27 березня оголосив, що впродовж місяця буде зняте відео. Прем'єра відео відбулась 6 травня. В Billboard Hot R&B/Hip-Hop Songs сингл стартував із 100 позиції, а потім добрався до 61 рядка. Пісня не змогла потрапити у Billboard Hot 100, ставши комерційним провалом гурту.

## Список композицій
Сингл iTunes США
1. «Amnesia» — 3:47
2. «Amnesia» (Інструментальна версія) — 3:47

## Чарти
| Чарт (2008)                         | Найкраща позиція |
| ----------------------------------- | ---------------- |
| США Billboard Hot 100               | N/C              |
| США Billboard Hot R&B/Hip-Hop Songs | 61               |